# UN-Dekade Biologische Vielfalt
Die UN-Dekade Biologische Vielfalt 2011–2020 (englisch United Nations Decade on Biodiversity, philologisch übersetzt ‚UN-Dekade der Biodiversität‘) ist eine Initiative der Vereinten Nationen zum nachdrücklichen weltweiten Erhalt der biologischen Vielfalt. Die Koordination der weltweiten Aktivitäten der Dekade übernimmt der Generalsekretär der Vereinten Nationen in Absprache mit den Mitgliedsstaaten der Biodiversitätskonvention (CBD). Unterstützung erhält er vom Sekretariat der CBD und anderen biodiversitätsbezogenen UN-Konventionen sowie relevanten UN-Fonds, Programmen und Agenturen.
Die Vereinten Nationen haben in einer Erklärung alle Staaten aufgerufen, im Zeitraum der Dekade zusätzliche Aktivitäten für die biologische Vielfalt und damit zur Umsetzung der CBD-Ziele zu leisten.

## Hintergrund
Mit der Dekade wollen die Vereinten Nationen der biologischen Vielfalt und ihren vielfältigen sozialen, ökonomischen, kulturellen, rekreativen und ästhetischen Werten eine größere Bedeutung verleihen. Sie soll auch in ihrer Bedeutung für eine nachhaltige Entwicklung herausgestellt werden.
Unter dem Eindruck des weltweit weiterhin nahezu ungebremst fortschreitenden Rückgangs der biologischen Vielfalt hatten die Vertreter der CBD-Mitgliedstaaten im Oktober 2010 neue Ziele und eine neue Strategie für den Schutz der biologischen Vielfalt beschlossen. Durch effektive und dringliche Maßnahmen soll die Biodiversität weltweit bis zum Jahre 2020 gesichert werden. Dazu sollen bis zur 11. CBD-Vertragsstaatenkonferenz 2012 in Indien weltweit substantiell neue personelle, finanzielle und technische Ressourcen identifiziert und mobilisiert werden.
Die CBD ist das internationale Schlüsselinstrument für die Erhaltung, die nachhaltige Nutzung sowie die Sicherstellung eines angemessenen Zugangs zu den biologischen Ressourcen der Erde und eines gerechten Vorteilsausgleich aus deren Nutzung. Das Erreichen dieser drei zentralen Ziele der Konvention ist nach Ansicht der Vereinten Nationen unabdingbar für eine nachhaltige Entwicklung, für die Überwindung von Armut sowie die Erhaltung und Verbesserung der Lebensbedingungen der Menschen. Sie sind damit einer der Haupteinflussfaktoren zur Erreichung der international anerkannten globalen Entwicklungsziele, einschließlich der Millenniumsziele.

## Umsetzung

### Deutschland
In Deutschland trägt die UN-Dekade Biologische Vielfalt seit November 2011 dazu bei, die gemeinsamen weltweiten Ziele der UN-Konvention über die biologische Vielfalt (CBD) zu erreichen. Diese sind in Deutschland eng mit der Nationalen Strategie zur biologischen Vielfalt (NBS) verbunden, die im Oktober 2015 durch das Handlungsprogramm Naturschutz-Offensive 2020 ergänzt wurde. Die Aktivitäten zur UN-Dekade sollen die Gesellschaft für die Bedeutung der biologischen Vielfalt sensibilisieren und das Engagement für ihren Erhalt und ihre schonende Nutzung fördern. Dazu setzt sich die UN-Dekade für die Zusammenarbeit mit allen relevanten gesellschaftlichen Gruppen und Initiativen ein.

#### Projekte
Herzstück der Aktivitäten in Deutschland ist der UN-Dekade Projektwettbewerb. Eine Fachjury aus Vertretern verschiedener gesellschaftlicher Gruppen wählt aus den Bewerbungen die UN-Dekade Modellprojekte aus. Jede Woche wird ein Projekt ausgezeichnet, das sich in besonderer Weise für die Erhaltung, nachhaltige Nutzung oder Vermittlung der biologischen Vielfalt einsetzt. Die Auszeichnung soll auf vorbildliche Aktivitäten aufmerksam machen, Interesse für die biologische Vielfalt wecken und motivieren, ebenfalls aktiv zu werden. Der Titel Ausgezeichnetes Projekt der UN-Dekade Biologische Vielfalt wird für zwei Jahre verliehen und bei Weiterentwicklung verlängert. Aus den Wochenprojekten wird per Internet-Abstimmung jeden Monat ein Projekt des Monats gewählt. Aus den Monatsprojekten wählt die Fachjury der UN-Dekade einmal jährlich das Projekt des Jahres. 

#### Finanzierung und Umsetzung
Finanziert werden die Aktivitäten zur UN-Dekade Biologische Vielfalt in Deutschland vom Bundesumweltministerium (BMUB) und dem Bundesamt für Naturschutz (BfN). Zur operativen Umsetzung wurde eine Geschäftsstelle eingerichtet. Diese wurde in den Jahren 2011 bis 2014 vom Zentrum für Umweltkommunikation der Deutschen Bundesstiftung Umwelt geführt. 2015 übernahm das nova-Institut in Hürth die Geschäftsstelle und betreut diese seitdem in Zusammenarbeit mit der Bonner Agentur intention.

#### Schwerpunktthemen
Alle zwei Jahre stehen die Aktivitäten der UN-Dekade unter einem besonderen Schwerpunktthema. Dies beleuchtet jeweils einen anderen Aspekt der biologischen Vielfalt. 
Die bisherigen Schwerpunktthemen:
- 2012: Vielfalt genießen – Natur-Zeit als Freizeit
- 2013–2014: Vielfalt nutzen – die Angebote der Natur
- 2015–2016: Vielfalt bewahren – als Partner der Natur
- 2017–2018: Gesund – Mit der Vielfalt der Natur
- 2019–2020: Insekten – die artenreichste Tiergruppe mit wichtigen Leistungen

#### Botschafter der UN-Dekade Biologische Vielfalt
Prominente Persönlichkeiten des öffentlichen Lebens und einige besonders engagierte Jugendliche unterstützen die Ziele der UN-Dekade Biologische Vielfalt als Botschafter. Sie werden vom Bundesumweltministerium berufen.

##### Prominente UN-Dekade-Botschafter
- Anja Backhaus, Radio- und TV-Moderatorin
- Matto Barfuss, Künstler, Filmemacher und Autor
- Ralph Caspers, TV-Moderator und Autor
- Maren Eggert, Schauspielerin
- Janus Fröhlich, ehemaliger Schlagzeuger der „Höhner“
- Arved Fuchs, Polarforscher und Abenteurer
- Cornelia Funke, Kinder- und Jugendbuchautorin
- Peter Maffay, Musiker
- Florian Möllers, Naturfotograf
- Shary Reeves, TV-Moderatorin und Schauspielerin
- Norbert Rosing, Fotograf
- Nina Ruge, TV-Moderatorin
- Gabriela zu Sayn-Wittgenstein-Sayn, Geschäftsführerin
- Sabine Spitz, Mountainbike-Olympiasiegerin
- Cassandra Steen, Sängerin
- Dirk Steffens, TV-Moderator
- Willi Weitzel, Reporter und Moderator
- Sarah Wiener, Köchin und Unternehmerin

##### Jugendbotschafter der UN-Dekade
- Adina Arth, Deutsche Jugenddelegierte für UN-Biodiversitätskonferenz und Mitglied der Expertengruppe „Biodiversität und Internationales“ der Naturschutzjugend (NAJU)
- Alina Dürotin, Kreisringmeisterin der Deutschen Waldjugend
- Chiara Knüpfer, Leiterin einer NAJU-Kindergruppe, Teilnehmerin der „Jugendkonferenz für Nachhaltigkeit“ 2017 und „BNE Agendakongress“ 2017
- Gerrit Öhm, UN-Dekade Blogger und Experte für Schwebfliegen
- Justin Müller, Jungforscher und Moorexperte
- Marvin Manzenberger, Sprecher des bundesweiten Junior-Ranger-Programms
- Svenja Christ, Mitglied im Leitungsteam des Young Explorers Programm 2018 im Nationalpark Schwarzwald
- Zarah Thiel, Mitglied im Organisationsteam des Jugendkongresses Biodiversität 2014

Ehemalige Jugendbotschafter:
- Christian Schwarzer, Jugenddelegierter, Sprecher der Follow up-Gruppe des Jugendkongresses 2011
- Svana Rogalla, Jugenddelegierte bei CBD-Verhandlungen
- Svenja Fox, Wildnispädagogin im Nationalpark Schwarzwald